# جاك آي. غريغوري
جاك آي. غريغوري (بالإنجليزية: Jack I. Gregory)‏ هو ضابط أمريكي، ولد في 2 يوليو 1931 في سومرست في الولايات المتحدة.